# Marek Mitosek
Marek Mitosek – polski inżynier, profesor nauk technicznych. Specjalizuje się w hydraulice, hydrotechnice i mechanice płynów. Nauczyciel akademicki Wydziału Instalacji Budowlanych, Hydrotechniki i Inżynierii Środowiska Politechniki Warszawskiej.

## Życiorys
Habilitował się w 1995 na podstawie oceny dorobku naukowego i rozprawy Analityczne i numeryczne rozwiązania wybranych problemów ruchu cieczy w przewodach elastycznych. Tytuł naukowy profesora nauk technicznych został mu nadany w 2001 roku. Pracuje jako profesor zwyczajny w Zakładzie Budownictwa Wodnego i Hydrauliki Wydziału Instalacji Budowlanych, Hydrotechniki i Inżynierii Środowiska Politechniki Warszawskiej.
Prowadzi zajęcia m.in. z hydrauliki stosowanej oraz mechaniki płynów. Wielokrotnie wyróżniany Złotą Kredą. Jest członkiem szeregu krajowych i międzynarodowych towarzystw naukowych i technicznych, m.in. Komitetu Gospodarki Wodnej PAN oraz The European Association for the Science of Air Pollution (EURASAP, od 1999).
Autor wielokrotnie wznawianego podręcznika pt. Mechanika płynów w inżynierii i ochronie środowiska (Oficyna Wydawnicza Politechniki Warszawskiej 2014, ISBN 978-83-7814-185-3), współautor opracowania Zbiór zadań z hydrauliki dla inżynierii i ochrony środowiska (wraz z M. Matlakiem i A. Kodurą, Oficyna Wydawnicza PW 2004, ISBN 83-7207-498-4) oraz autor monografii Wahania masy cieczy w przewodzie (Oficyna Wydawnicza PW 2003, ISBN 83-7207-430-5). Artykuły publikował m.in. w takich czasopismach jak: ASCE „Journal of Hydraulic Engineering”, ASME „Journal of Fluids Engineering”, „International Journal for Numerical Methods in Fluids" oraz „Archives of Hydro-Engineering and Environmental Mechanics".